# Mpanda (distrikt)

Distriktet Mpanda
(som tidigare del av regionen Rukwa)

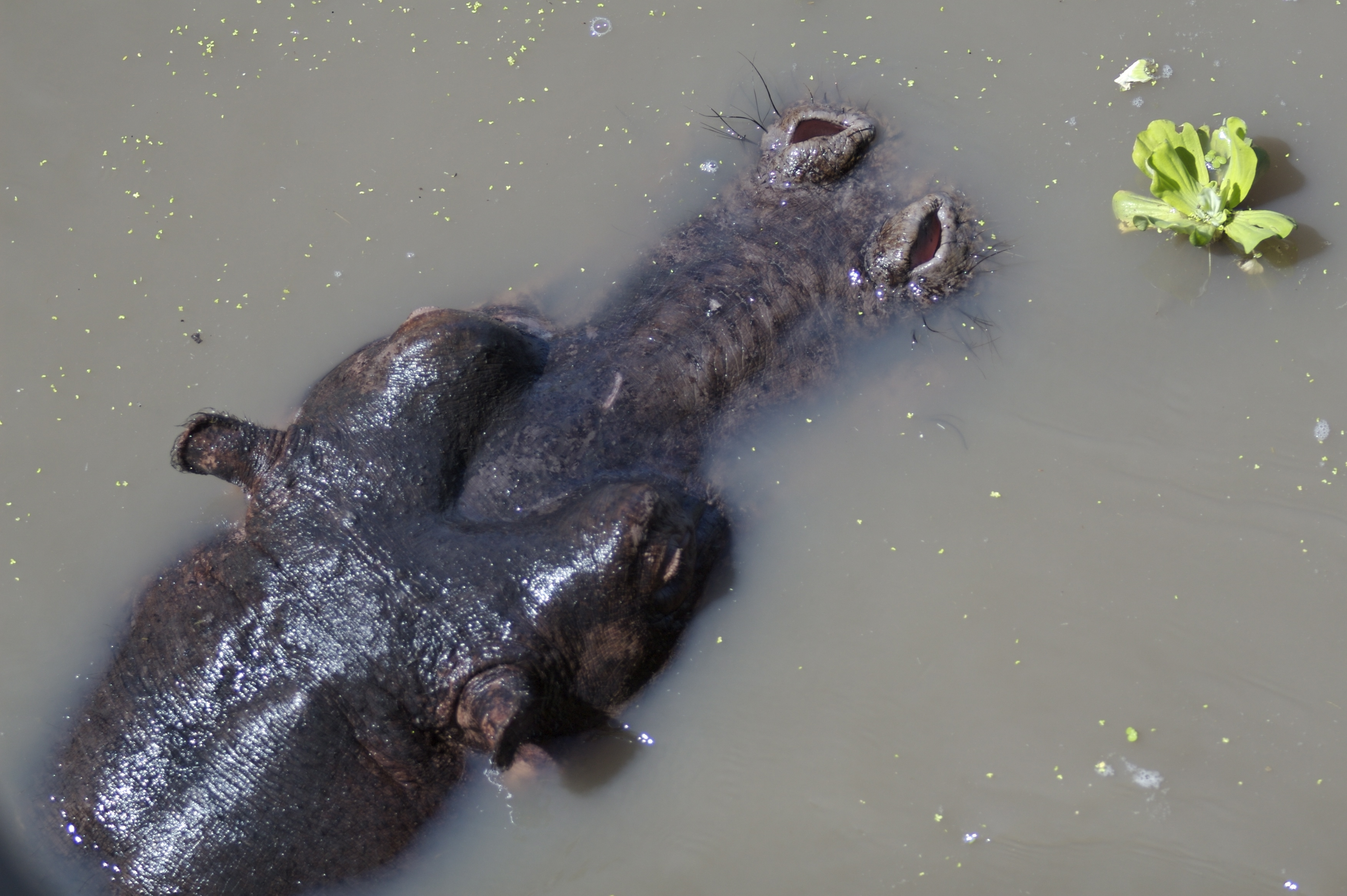
Flodhäst i Katavi nationalpark

Mpanda är ett distrikt i regionen Katavi i västra Tanzania. Staden Mpanda är administrativ huvudort både för regionen Katavi och distriktet Mpanda. Regionen Katavi bildades 2 mars 2012. Innan dess ingick Mpanda i regionen Rukwa.
Mpanda har en yta på cirka 46 000 km2 och en befolkning på 412 683 invånare (2002).
Staden Mpanda är slutstation för Mpandalinjen som ansluter till Tanzanias övriga järnvägsnät i Kaliua.
Tanzanias tredje största nationalpark, Katavi nationalpark, med en yta på 4 471 km2 ligger i Mpandadistriktet.
Mpandadistriktet är rikt på mineraler. Både basala metaller som koppar och bly och ädelmetallen guld bryts och har brutits i mindre skala, och i större skala på Mpanda Mineral Field.